# Thiên văn học sóng hấp dẫn

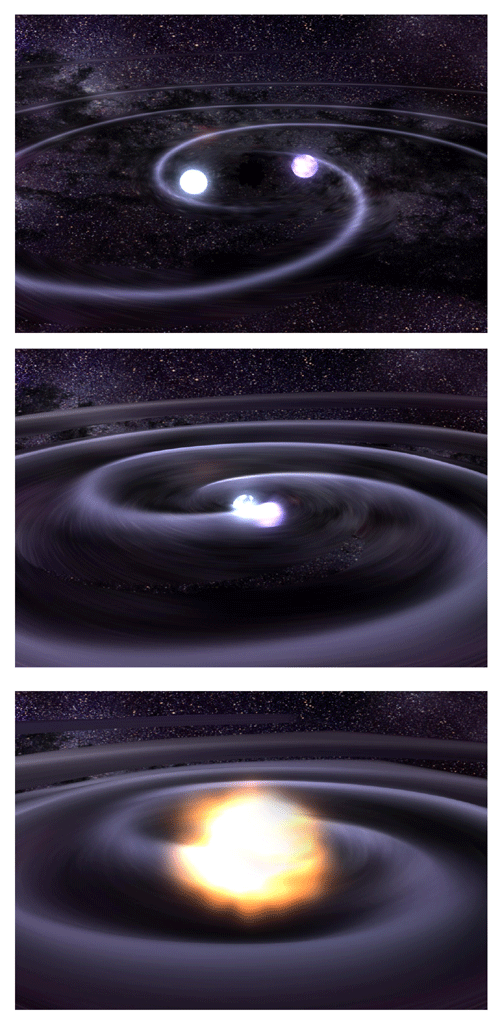
Sao đôi gồm hai vật thể lớn đang quay xung quanh nhau là một nguồn quan trọng cho thiên văn học sóng hấp dẫn. Hệ thống phát ra sóng hấp dẫn khi nó quay quanh quỹ đạo, chúng mang năng lượng và momentum, làm cho quỹ đạo co lại. Dưới đây là một hệ sao lùn trắng đôi, một nguồn quan trọng cho các máy thăm dò không gian như LISA. Sự sáp nhập cuối cùng của các sao lùn trắng có thể dẫn đến một vụ nổ siêu tân tinh, biểu thị bằng bùng nổ trong bảng thứ ba.

Thiên văn học sóng hấp dẫn là một nhánh mới của thiên văn học quan sát sóng hấp dẫn để tạo ra các dữ liệu quan sát về các vật thể như sao neutron, các hố đen, các sự kiện như siêu tân tinh, và các quá trình bao gồm cả những gì của vũ trụ sơ khai ngay sau Big Bang.
Sóng hấp dẫn là biến dạng nhỏ của không thời gian được dự đoán trong thuyết tương đối rộng của Einstein, tiên đoán lần đầu tiên năm 1916. Mặc dù là hệ quả cụ thể của thuyết tương đối tổng quát, chúng là một đặc trưng chung của tất cả các lý thuyết về hấp dẫn tuân theo thuyết tương đối hẹp . Bằng chứng quan sát gián tiếp cho sự tồn tại của chúng lần đầu tiên xuất hiện vào năm 1974 từ các phép đo pulsar đôi Hulse-Taylor (PSR B1913+16), quỹ đạo của nó phát triển chính xác như dự kiến cho sự phát xạ của sóng hấp dẫn .
Ngày 11 tháng 2 năm 2016 LIGO đã thông báo rằng quan sát trực tiếp sóng hấp dẫn lần đầu tiên thực hiện vào tháng 9 năm 2015. Lần quan sát sóng hấp dẫn thứ hai được thực hiện vào ngày 26 tháng 12 năm 2015 và công bố vào ngày 15 tháng 6 năm 2016 .